# NGC 3112
NGC 3112 је спирална галаксија у сазвежђу Хидра која се налази на NGC листи објеката дубоког неба.
Деклинација објекта је - 20° 46' 56" а ректасцензија 10h 3m 59,0s. Привидна величина (магнитуда) објекта NGC 3112 износи 15,2 а фотографска магнитуда 16,0. NGC 3112 је још познат и под ознакама ESO 567-11, PGC 29189.